# Euasteron gibsonae
Euasteron gibsonae là một loài nhện trong họ Zodariidae.
Loài này thuộc chi Euasteron. Euasteron gibsonae được Barbara C. Baehr miêu tả năm 2003.